# Haldor Topsoe
Haldor Topsoe là một công ty sản xuất chất xúc tác của Đan Mạch, và được thành lập vào năm 1940 bởi Tiến sĩ Haldor Topsoe. Công ty có hơn 2700 nhân viên trên toàn thế giới, trong đó có 2.100 việc làm ở Đan Mạch.
Haldor Topsoe chuyên sản xuất các chất xúc tác không đồng nhất và thiết kế của các nhà máy công nghệ dựa trên các công nghệ xúc tác. Khu vực tập trung bao gồm các ngành công nghiệp phân bón, hóa chất và hóa dầu, và các lĩnh vực năng lượng (nhà máy lọc dầu và nhà máy điện). Haldor Topsoe A/S là một trong những công ty hàng đầu thế giới trong lĩnh vực xúc tác không đồng nhất, và gần 50 phần trăm phân bón sử dụng chất xúc tác mang bản quyền của hãng này
Trong năm 2012, hãng Haldor Topsoe A/S đã đạt doanh thu 5,2 tỷ DKK và thu nhập hoạt động của 593 triệu DKK trước thuế (EBIT). Trụ sở chính được đặt tại Lyngby, một vùng ngoại ô phía bắc của Copenhagen, Đan Mạch, nhưng việc sản xuất chất xúc tác được thực hiện trong Frederikssund, Đan Mạch, và tại Houston, Texas. Công ty có trụ sở hoặc chi nhánh tại Bahrain, Canada, Trung Quốc, Ấn Độ, Nhật Bản, Malaysia, Nga, Nam Mỹ, Nam Phi và Hoa Kỳ. Chất xúc tác và công nghệ của hãng Haldor Topsoe được sử dụng để làm sạch dầu và đảm bảo hơn các loại nhiên liệu thân thiện môi trường, để làm sạch khí thải ngành điện, để chuyển đổi nguyên liệu hydrocarbon như khí tự nhiên và LPG thành amonia, hydro và methanol, và giảm phát thải từ xe hạng nặng
Người sáng lập, Haldor Topsøe, qua đời vào ngày 20 tháng năm 2013 sau một cơn bệnh ngắn, bốn ngày trước khi ông đã đạt đến tuổi 100. Ông là chủ tịch của công ty từ khi thành lập cho đến khi ông qua đời. Con trai ông, Henrik Topsoe, nay là Chủ tịch Hội đồng quản trị và Phó Chủ tịch điều hành trong khi Bjerne S. Clausen là Chủ tịch và Giám đốc điều hành.